# Dunglass
Dunglass és una localitat de l'East Lothian, Escòcia (Regne Unit), entre les Lammermuir Hills i el Mar del Nord. Hi ha una església del segle xv, Dunglass Collegiate Church, ara sota la cura de Historic Scotland.
Dunglass és el lloc de naixement de Sir James Hall, un geòleg i geofísic del segle xviii.

## Geografia
Dunglass és una petita població localitzada a 1 km al nord-oest de Cockburnspath i a 11 km al sud-est de Dunbar. Dunglass ocupa una àrea de 2,47 km², part del comtat històric d'Haddingtonshire i de la parròquia d'Oldhamstocks. Es troba a l'est dels pujols Lammermuir sobre la costa del Mar del Nord en el punt on l'antiga gran carretera del nord i la moderna A1, i el ferrocarril Londres-Edimburg creuen la gola del riu Dunglass. El burn Dunglass era la frontera històrica entre els comtats d'Haddingtonshire, o East Lothian, i Berwickshire. Entre 1975 i 1996 va ser el límit entre les regions de Lothian i Borders. Des de llavors limita els consells d'East Lothian i Scottish Borders. En els voltants de Dunglass es troben Cove, la badia de Pease i la reserva natural de Pease Dean.

## Finca i castell Dunglass
El castell Dunglass va ser la fortalesa del comte d'Home, va ser construït al segle xiv. Va passar, després de ser confiscat en 1516, al comte d'Angus del clan Douglas, però va ser assetjada i destruïda pels anglesos sota el comandament d'Henry Percy, sisè comte de Northumberland, en l'hivern de 1532, i de nou sota el Protector Somerset en 1547, quan es manté per Sir George Douglas.
El castell va ser reconstruït, ampliat i millorat, i li va donar allotjament en 1603 a Jaume VI d'Escòcia, i tot el seu seguici, en el seu viatge a Londres per assumir el tron anglès.
No obstant això, va ser destruïda de nou el 30 d'agost 1640, quan es va celebrar una reunió de Covenanters dirigits per Thomas Hamilton, segon comte d'Haddington. Un patge anglès, seguidor de Scotstarvet, vexat per una burla en contra dels seus compatriotes, va posar un ferro roent en un barril de pólvora, i ell mateix va morir, al costat del comte, el seu mig germà, Richard, i molts altres.
La família Hall ocupà Dunglass durant 232 anys des de 1687. Francis James Usher va comprar la finca a Sir John Richard Hall, novè Bart l'any 1919, i la propietat segueix sent de la família Usher.

## Sir James Hall
James Hall va fer un viatge amb vaixell des de l'est de Dunglass Burn al llarg de la costa amb el geòleg James Hutton. Van trobar la seqüència en el penya-segat per sota de la capella de St. Helen, a continuació, just a l'est en Siccar Point van trobar el que Hutton va anomenar «una bella imatge d'aquesta unió deixada al nu pel mar», i la que ha quedat com la discordança de Hutton a Siccar Point. Playfair més tard va comentar sobre l'experiència, «la ment semblava marejar-se per mirar tan lluny en l'abisme del temps». Continuant per la costa, van fer més descobriments, incloent-hi seccions dels talls verticals que mostraven clares marques d'onatge que van donar a Hutton «gran satisfacció» com una confirmació de la seva hipòtesi que aquests jaços havien estat en posició horitzontal en l'aigua. També van trobar conglomerat a altituds que demostrava el grau d'erosió dels estrats, i va dir d'això que «mai vam podíem haver somiat de trobar-nos amb el que vam veure».